# Spodnji Ivanjci
Spodnji Ivanjci so naselje v Občini Gornja Radgona.

## Znani krajani
- Tilen Kocbek, nogometni sodnik